# Liga de Voleibol Superior Femenino 1998
La Liga de Voleibol Superior Femenino 1998 si è svolta nel 1998: al torneo hanno partecipato 9 franchigie portoricane e la vittoria finale è andata per la terza volta consecutiva alle Criollas de Caguas.

## Regolamento
La competizione prevede che le nove squadre partecipanti si sfidino, per circa due mesi, senza un calendario rigido, fino a disputare venticinque partite ciascuna. Le prime sei classificate si classificano ai play-off scudetto: 
- ai quarti di finale le squadre posizionate dal terzo al sesto posto si incrociano col metodo della serpentina, sfidandosi al meglio delle cinque gare;
- le due vincitrici dei quarti di finale si incrociano in semifinale con le prime due classificate in regular season, sfidandosi al meglio delle sette gare;
- le vincitrici delle semifinali accedono alla finale scudetto, che si gioca sempre al meglio delle sette gare.

## Squadre partecipanti
| - Capitanas de Arecibo - Chicas de San Juan - Conquistadoras de Guaynabo - Criollas de Caguas - Gigantes de Carolina | - Leonas de Ponce - Llaneras de Toa Baja - Pinkin de Corozal - Volleygirls de Guayanilla |

## Campionato

### Regular season

#### Classifica
| Pos. | Squadra                    | Pt    | G  | V  | P  | SV | SP | Ratio | PF | PS | Ratio |
| ---- | -------------------------- | ----- | -- | -- | -- | -- | -- | ----- | -- | -- | ----- |
| 1    | Criollas de Caguas         | 0.880 | 25 | 22 | 3  | -  | -  | -     | -  | -  | -     |
| 2    | Llaneras de Toa Baja       | 0.600 | 25 | 15 | 10 | -  | -  | -     | -  | -  | -     |
| 3    | Pinkin de Corozal          | 0.560 | 25 | 14 | 11 | -  | -  | -     | -  | -  | -     |
| 4    | Gigantes de Carolina       | 0.520 | 25 | 13 | 12 | -  | -  | -     | -  | -  | -     |
| 5    | Conquistadoras de Guaynabo | 0.480 | 25 | 12 | 13 | -  | -  | -     | -  | -  | -     |
| 6    | Leonas de Ponce            | 0.440 | 25 | 11 | 14 | -  | -  | -     | -  | -  | -     |
| 7    | Capitanas de Arecibo       | 0.440 | 25 | 11 | 14 | -  | -  | -     | -  | -  | -     |
| 8    | Chicas de San Juan         | 0.400 | 25 | 10 | 15 | -  | -  | -     | -  | -  | -     |
| 9    | Volleygirls de Guayanilla  | 0.000 | 25 | 0  | 25 | -  | -  | -     | -  | -  | -     |

| Ammesse ai play-off scudetto |

## Classifica finale
| Pos | Squadra                    |
| --- | -------------------------- |
| 1   | Criollas de Caguas         |
| 2   | Pinkin de Corozal          |
| 3   | Llaneras de Toa Baja       |
| 4   | Conquistadoras de Guaynabo |
| 5   | Gigantes de Carolina       |
| 6   | Leonas de Ponce            |
| 7   | Capitanas de Arecibo       |
| 8   | Chicas de San Juan         |
| 9   | Volleygirls de Guayanilla  |

## Premi individuali
| Premio                   | Giocatrice         | Squadra                    |
| ------------------------ | ------------------ | -------------------------- |
| MVP della Regular Season | Anivette Rodríguez | Gigantes de Carolina       |
| MVP delle finali         | Vanessa Papaleo    | Criollas de Caguas         |
| MVP dello All-Star Game  | Anivette Rodríguez | Gigantes de Carolina       |
| Miglior palleggiatrice   | Doris Torresola    | Criollas de Caguas         |
| Miglior esordiente       | Áurea Cruz         | Llaneras de Toa Baja       |
| Rising star              | Jetzabel Del Valle | Criollas de Caguas         |
| Miglior allenatore       | Saturnino Angulo   | Gigantes de Carolina       |
| All-Star Team            | Doris Torresola    | Criollas de Caguas         |
| All-Star Team            | Áurea Cruz         | Llaneras de Toa Baja       |
| All-Star Team            | Anivette Rodríguez | Gigantes de Carolina       |
| All-Star Team            | Xiomara Molero     | Conquistadoras de Guaynabo |
| All-Star Team            | Michelle Maltes    | Leonas de Ponce            |
| All-Star Team            | Lilliana Denoon    | Pinkin de Corozal          |
| Offensive Team           | Áurea Cruz         | Llaneras de Toa Baja       |
| Offensive Team           | Anivette Rodríguez | Gigantes de Carolina       |
| Offensive Team           | Lilliana Denoon    | Pinkin de Corozal          |
| Offensive Team           | Michelle Maltes    | Leonas de Ponce            |
| Offensive Team           | Sheila Conley      | Conquistadoras de Guaynabo |
| Offensive Team           | Yanira Santiago    | Criollas de Caguas         |